# Старина (Глусский район)
Старина́ (бел. Старына) — деревня в составе Хвастовичского сельсовета Глусского района Могилёвской области Белоруссии.
До упразднения 20 ноября 2013 года Клетненского сельсовета входила в его состав.

## Население
- 1999 год — 100 человек
- 2009 год — 57 человек